# Чувак
Чува́к — жаргонный синоним слов «парень», «юноша», «мужчина» в молодёжном сленге. Возможно как обращение и как название вместо имени. Применимо к любому человеку мужского пола. Имеет арготическую окраску. Феминная форма — чуви́ха.
Слова «чувак» и «чувиха» получили распространение в среде стиляг в 1950-е годы.
В массовой советской печати слово впервые появилось в 1961 году в романе Василия Аксёнова «Звёздный билет», публикация которого началась в шестом номере журнала «Юность» за 1961 год.

## Этимология
За долгое время изучения о происхождении слова «чувак» научный консенсус не сформировался.
Наиболее строгая научная версия происхождения слова «чувак» — от известного как минимум с начала XX века феминитива «чуви́ха», употреблявшегося как минимум с 1920-х и описанного в 1931 году профессором филологии А. П. Баранниковым. Филолог обосновал этимологию слова «чувиха» от цыганского čavó («чаво́», «чяво́», «чяве́» — парень), то есть «чувиха» — это «мальчикова девочка», проститутка. Основным аргументом в пользу этого толкования является распространённое явление перехода жаргонизмов из тюремного арго в молодёжный сленг, но к этой этимологической версии есть серьёзное возражение — среди известных процессов словообразования нет закономерностей, которые могли бы объяснить переход [цыг.] «чяво́» → [рус.] «чува́к» и феминитива «чувиха» в андронитив «чувак».
В своём словаре русского арго (сленга) В. С. Елистратов указал, что слово «чувак»  могло первоначально обозначать кастрированного барана, верблюда или вообще любое кастрированное животное, однако эта версия активно критикуется и даже высмеивается другими филологами как надуманная.
По мнению Б. Я. Шарифуллина, сленговое «чувак» имеет синкретическое происхождение от праславянского корня «чув» с влиянием цыганско-воровского арго.
По мнению писателя Василия Аксёнова, слово «чувак» получило распространение из сленга музыкантов («лабухов»).
Эта версия поддержана филологом И. В. Фуфаевой.

### Популярные ненаучные версии
В обществе распространены разные фольклорные и художественные, в том числе анекдотичные версии происхождения слова «чувак»:
Одна из анекдотичных версий гласит, что «чувак» якобы происходит от «чуве» — искажённого ивритского תשובה — и означает человека, порвавшего с хулиганским миром:
Среди некоторых «советских» хиппи родилась версия, что слово «чувак» произошло от английских слов chew (жевать) или chewing (жевательный, жующий).
Существует фольклорно-художественная версия, что слово «чувак» якобы является акронимом от фразы «человек, уважающий высокую американскую культуру», и что в таком смысле слово использовалось стилягами в 1950–1960-х годах. Эту версию, вероятно, придумал в 1996 году писатель, антисемит и приверженец теорий заговоров Олег Платонов — он привёл такую «расшифровку» в книге «Терновый венец России: история русского народа в XX веке» и сопроводил её рассуждениями о влиянии западных спецслужб на советскую молодёжь. Более ранние письменные упоминания версии об акрониме не обнаружены.

### Комментарии
1. ↑  См. Елистратов, В. С. Чувак // Толковый словарь русского сленга : свыше 12000 слов и выражений, арго, кинемалогос, жаргоны. — М. : АСТ : Пресс книга, 2006. — 668 с.
2. ↑  См. Аксёнов В. Поиски жанра. — 1972. ;  Аксёнов В. Поиски жанра. — 1986. — 187 с. — С. 172. — ISBN 978-3-79-122011-6. ; Аксёнов В. Право на остров : повести, пьесы, рассказы. — 623 с. — С. 315. — М.: Московский рабочий, 1991.:

Происходит это слово от обыкновенного «человек». Когда несколько часов подряд дуешь в трубу или в саксофон, язык во рту распухает и нет сил выговорить обыкновенное «человек», а получается «чэ-э-э-к», «чвээк» и в конце концов «чувак».
3. ↑  См. Платонов, О. Терновый венец России : история русского народа в XX веке. — Родник, 1997. — Т. 2. — С. 465. — 1039 с. — ISBN 978-5-89-466001-1.: 

Было ли слово «чувак» введено в оборот этой, по сути дела, «дикарской среды» зарубежными спецслужбами или каким-нибудь отпрыском советской чиновничьей верхушки, оно схватывало самое главное в их жизни — преклонение перед Западом и презрение к России

## Отражение в массовой культуре

### Песни
В 1960-х годах появилась переделка песни М. Фридмана и Д. Майерса «Rock Around the Clock» (автор И. Мошкин) «Там, на Тихом океане тонет баржа с чуваками» (посвящена реальным событиям, когда советские солдаты на барже, унесённой в океан, пробыли 49 дней и выжили):

Там, на Тихом океане,

Тонет баржа с лабухами,

Чуваки не унывают,

Рок на палубе лабают…— «Там на Тихом океане тонет баржа с чуваками…»
В 1970-е годы слово зафиксировано по меньшей мере в фольклоре физического факультета МГУ:

Я сегодня — тихая,

Я сегодня — скромная,

Больше не чувиха я,

А жена законная.

…

Мы разных Фихтенгольцев и Гейзенбергов не читаем.

Мы этих чуваков не уважаем.— Татьяна и Сергей Никитины, песня «Частушки» («Мы частушки вам споём…»), среди записей 1970-х годов
В 1980-е годы слово стало появляться в текстах популярных песен:

Муха — источник заразы,

Сказал мне один чувак.
— Пётр Мамонов

Если ты, чувак, индеец,

Ты найдёшь себе оттяг…— Фёдор Чистяков

Здорово, Мишка! Как дела, чувак?

Вот это да, не ждал, наверняка…— Андрей Макаревич

### Кино
В 1990-е годы слово использовалось (для получения комического эффекта) как общеизвестный арготизм в одном из сюжетов детского киножурнала «Ералаш».
В 1998 году вышел в свет фильм Братьев Коэн «Большой Лебовски». В нём Джеф Бриджес исполнил роль главного героя — Чувака (англ. Dude) то есть одного из Лебовски — Джеффри.
В 2000-е годы российские кинопрокатчики и кинопереводчики, по аналогии с переводом «Большого Лебовски», стали использовать слово в переводах названий иностранных фильмов:
- «Чуваки» (англ. Slackers);
- «Где моя тачка, чувак?» (англ. Dude, Where’s My Car?)

В 2004 году вышел в свет первый сезон телевизионного сериала «Остаться в живых», герой которого Хьюго «Хёрли» Рейес, начинает все свои обращения к людям мужского пола со слова «Чувак» (в оригинале Dude).
В 2008 году вышел фильм «Стиляги», рассказывающий о молодых людях 1950-х годов. В этом фильме слова «чувак», «чувиха» употребляются неоднократно и даже звучат в песнях.
Также данное слово присутствовало в фильме «Джентльмены удачи» (1971), в эпизоде, где Хмырь (персонаж Георгия Вицина) и Косой (персонаж Савелия Крамарова) учили на даче профессора Мальцева английский язык (в скобках приведено английское написание фраз):

— Девушка.

— Чувиха.

— Да нет, по-английски! Ну! Гёрл! (girl)

— О йес, йес, гёрл! (Oh, yes, yes, girl!)
В фильме «Хочу в тюрьму» (1998), в эпизоде, где бандиты взяли «бартером» 500 долларов у главного героя — персонажа Владимира Ильина, прозвучала фраза:

Железо — в лом, чувака — на простор!

### Компьютерные игры
В 2003 году разработчиками Running With Scissors Inc. была выпущена компьютерная игра Postal 2, главным персонажем которой является мужчина, именуемый Чуваком в русском переводе (англ. Dude).